# Гамбара
Гамбара, Ґамбара (італ. Gambara) — муніципалітет в Італії, у регіоні Ломбардія, провінція Брешія.
Гамбара розташована на відстані близько 420 км на північний захід від Рима, 90 км на схід від Мілана, 31 км на південь від Брешії.
Населення — 4700 осіб (2014).
Щорічний фестиваль відбувається 29 червня. Покровитель — святий Петро e Paolo.

## Демографія
Населення за роками:

Станом на 1 січня 2023 року в муніципалітеті офіційно проживали 393 іноземці з 27 країн, серед них 31 громадянин країн Євросоюзу та 36 громадян України.

## Сусідні муніципалітети
- Азола
- Готтоленго
- Ізорелла
- Остіано
- Пральбоїно
- Ремеделло
- Волонго